# Henryk Muszyński
Henryk Józef Muszyński (Kościerzyna, 20 de março de 1933) é arcebispo emérito de Gniezno e, portanto, Primaz Emérito da Polônia.

## Vida
Depois de sua ordenação em 28 de abril de 1957, Muszyński, que fala excelente alemão, trabalhou em Wuppertal por algum tempo. Ele fez pesquisas como estudioso do Antigo Testamento na Universidade Hebraica de Jerusalém, na Universidade Ruprecht Karl de Heidelberg (Centro de Pesquisa de Qumran) e em Roma. Lá ele recebeu seu doutorado em 1973 com uma tese sobre fundamento, imagem e metáfora nos manuscritos de Qumran e ensinou após sua habilitação, ainda durante seu tempo como bispo, na Academia Teológica de Varsóvia.
Henryk Muszyński foi nomeado Bispo Titular de Villa Regis e Bispo Auxiliar de Chełmno pelo Papa João Paulo II em 23 de fevereiro de 1985. Foi ordenado bispo em 25 de março de 1985 pelo primaz da Polônia, Józef Cardeal Glemp; Os co-consagradores foram Marian Przykucki, Bispo de Chełmno, e Zygfryd Ignacy Kowalski, Bispo Auxiliar de Chełmno.
Quando o episcopado polonês foi reorganizado em março de 1992, o Papa João Paulo II, de quem era amigo, o nomeou Arcebispo de Gniezno. Antes disso, ele havia sido bispo de Włocławek desde 1987. Muszyński recebeu o título de Primas Poloniae associado ao bispado de Gniezno em 19 de dezembro de 2009, uma vez que uma autorização especial de Bento XVI permitiu que seu predecessor como primaz, o cardeal Glemp, mantivesse o título até seu 80º aniversário.
Uma parte significativa de sua obra é dedicada ao diálogo judaico-cristão. Ele é presidente do Instituto Católico para a Promoção do Diálogo Judaico-Cristão em Varsóvia e presidente da Comissão Episcopal Polonesa para o Diálogo com os Judeus.
Henryk Muszyński está envolvido em vários projetos na Terra Santa. Ele é Grande Oficial da Ordem Equestre do Santo Sepulcro de Jerusalém.
O arcebispo Muszyński é membro do Comitê do Prêmio Internacional da Fundação Adalbert.
Em 8 de maio de 2010, Bento XVI acatou seu pedido de demissão por motivos de idade.